# Yukarıserinyer
Yukarıserinyer (kurd. Xajixa Jorîn) war bis 2011 ein fast verfallenes und verlassenes kurdisches Dorf im Landkreis Kiğı der türkischen Provinz Bingöl. Die Ansiedlung liegt nördlich des Özlüce-Stausees, oberhalb der Schwestersiedlung Aşağıserinyer.
Im Jahre 1967 hatte die Ortschaft 310 Einwohner. In den 1970er Jahren verließen aufgrund wirtschaftlicher Umstände zahlreiche Bewohner das Dorf. Im Jahre 1985 lebten in Yukarıserinyer 145 Menschen. 1993 wurde das Dorf vollständig aufgegeben. Seit dem Jahre 2006 bemühten sich ehemalige Dorfbewohner darum, dass Dorf wieder bewohnbar zu machen, es wurde auch in den Bevölkerungsstatistiken von 2007 bis 2009 nicht geführt.
Der kurdische Name existiert in verschiedenen Varianten. Die Variante Yukarıgajik ist im Grundbuch verzeichnet. Der Ort wird auch oder Xajixa Jorin („Oberes Xajix“) genannt.